# Jean-François Blanchy
Pour les articles homonymes, voir Blanchy.
Pour les autres membres de la famille, voir Famille Blanchy.
François Joseph Marie Antoine « Jean-François » Blanchy, né le 12 décembre 1886 à Bordeaux et mort le 2 octobre 1960 à Saint-Jean-de-Luz, est un joueur et dirigeant de tennis français.

## Biographie
François Blanchy est le fils de Charles Blanchy (1851-1925), officier de cavalerie et chef de la maison de négoce « Blanchy frères » à Bordeaux, et de son épouse Henriette de Georges de Bargeton-Verclause. Marié en 1914 à Marguerite Lagrave (morte en 1917), il se remarie en secondes noces en février 1919 avec Marie Journu, petite-fille de Jean-Paul-Auguste Journu et tante du joueur de tennis Roland Journu.
Finaliste du Championnat de France en 1910, il remporte le tournoi en 1923 en simple et en double avec Jean Samazeuilh.
Il a participé aux Jeux olympiques de 1912 (défaite au 2e tour en simple) et a atteint la demi-finale du double à ceux de 1920 à Anvers avec Jacques Brugnon. Il a également participé à la Coupe Davis en 1923, jouant cinq matchs et remportant trois simples contre les Suisses Charles Aeschlimann et Charles Martin, et l'Espagnol Eduardo Flaquer.
Il devient président de la Ligue de Guyenne de tennis, puis vice-président club de la Villa Primrose et de la Fédération française de lawn tennis. Il reçoit en 1934 la médaille d'or de l'Education Physique.

## Palmarès
- Championnat de France de tennis :
  - Simple : 1923
  - Double : 1923 avec Jean Samazeuilh